# Archiv Republiky Slovinsko
Archiv Republiky Slovinsko (slovinsky Arhiv Republike Slovenije, ARS) je slovinský státní archiv. ARS je složkou Ministerstva kultury Republiky Slovinsko. Současným ředitelem je Jože Dežman.

## Historie asoučasnost
V roce 1859 vznikl Kraňský zemský archiv (Deželni arhiv Kranjske). V období meziválečné Jugoslávie existoval Státní archiv, přičemž Státní archiv ve Slovinsku působil jako organizační složka místního Národního muzea.
31. října 1945 rozhodla slovinská vláda o ustanovení Státního ústředního archivu Slovinska (Osrednji državni arhiv Slovenije), jenž byl samostatnou institucí. V roce 1953 změnil jméno na Státní archiv Slovinska (Državni arhiv Slovenije), v roce 1966 Archiv Slovinska (Arhiv Slovenije) a v roce 1979 na Archiv Socialistické republiky Slovinsko (Arhiv Socialistične republike Slovenije). Od roku 1991 nese archiv označení Archiv Republiky Slovinsko. V roce 1990 převzal ARS, resp. Archiv SRS, archiválie Historického archivu Ústředního výboru Svazu komunistů Slovinska, v roce 1992 Archivu Ústavu dějin dělnického hnutí (resp. Archivu Ústavu moderních dějin) a v roce 1998 Archivu Ministerstva vnitra zahrnující materiály Služby státní bezpečnosti (SDV).
Archiv sídlí v Gruberově paláci z roku 1781 v Lublani.

## Představitelé
Ředitelé a ředitelky:
- Jože Maček, 1945–1976
- Marija Oblak-Čarni, 1976–1984
- Ema Umek, 1984–1988
- Marija Oblak Čarni, 1988–1993
- Vladimir Žumer, 1993–2004
- Dragan Matić, 2004–2005
- Matevž Košir, 2005–2009
- dr. Dragan Matić, 2010–2012
- Jože Dežman, od 2012[7]